# Barvanje s hematoksilinom in eozinom
Barvanje s hematoksilinom in eozinom ali okrajšano barvanje HE je eden od osnovnih postopkov barvanja tkiv v histologiji. V diagnostiki predstavlja najpogosteje uporabljen postopek barvanja in pogosto predstavlja zlati standard. Gre za zaporedno barvanje bazofilnih struktur s hematoksilinom in acidofilnih struktur z eozinom. Hematoksilin obarva celično jedro vijoličastomodro, eozin pa medceličnino in citoplazmo rožnato; ostale celične strukture se obarvajo z različnimi odtenki in kombinacijami teh dveh barv. Patologi lahko tako zlahka prepoznajo celično jedro in citoplazmo in nasploh zgradbo tkiva v preučevanem vzorcu.
Barvanje s hematoksilinom in eozinom je leta 1876 prvi uvedel A. Wissowzky.

## Uporaba
Barvanje s hematoksilinom in eozinom je eden od osnovnih postopkov barvanja v histologiji, predvsem zato, ker se lahko opravi hitro, ni drago, obarva in naredi prepoznavne številne celične strukture ter se lahko uporablja za diagnostiko številnih histopatoloških stanj. Rezultat barvanja HE tudi ni zelo odvisen od snovi, uporabljenih za fiksacijo vzorca tkiva, ali manjših odstopanj oziroma razlik v protokolih barvanja. Vendar pa ne omogoča razpoznave vseh tkiv, celičnih struktur ari razporeditve kemijskih snovi v celicah, za te namene so potrebna specifičnejša barvila in postopki barvanja.